# (1290) Albertine
Albertine és l'asteroide número 1290. Va ser descobert per l'astrònom Eugène Joseph Delporte des de l'observatori d'Uccle (Bèlgica), el 21 d'agost de 1933. La seva designació provisional era 1933 QL1.